# Nozema
Nozema (Abkürzung von N.V. Gemengd Bedrijf Nederlandsche Omroep Zendermaatschappij) war ein Staatsunternehmen in den Niederlanden, das für den Betrieb von Sendeanlagen zuständig war und von 1935 bis 2004 bestand.
Das im Jahr 1935 von der Regierung mit einem Kapital von einer Million Gulden gegründete Unternehmen war ursprünglich der einzige zugelassene Betreiber für Sendeanlagen für den Hörfunk und später auch das Fernsehen in den Niederlanden. Nozema betrieb eigene Sendemasten, wie den bekannten Gerbrandytoren zwischen Lopik und IJsselstein in der Provinz Utrecht. 
Als sich um 1990 die Privatisierung des Fernsehens durchsetzte, verlor die Nozema ihr Monopol. Das Staatsunternehmen wurde 2004 aufgelöst.